# Slaget vid Alberga
Slaget vid Alberga var ett slag under finska inbördeskriget som ägde rum den 11 april 1918 i Alberga och resulterade i seger för tyska Östersjödivisionen. Slaget var ett förspel till slaget om Helsingfors.

## Slaget

### Tyskarna kommer till Esbo
Efter att tyska Östersjödivisionen landsteg i Hangö den 3 april retirerade de röda mot Karis, där den första konfrontationen mellan tyskar och rödgardister utspelades den 6 april. Därifrån fortsatte de röda sin reträtt till Helsingfors omnejd och den 10 april fick de order att mobilisera huvudstadens försvar. Samtidigt avancerade tyskarna mot Helsingfors via Kyrkslätt. Följande morgon anlände generalmajor Karl Wolfs förtrupp till Helsingfors förstäder och intog de röda fästena längs Åbovägen. De röda mobiliserade sig vid Gransbacken, Knaperstensberget, Vallberget och Frisbacka i Alberga. Sammanlagt uppgick de röda till cirka 1 500 man från olika delar av Helsingforsområdet. På morgonen anlände Wolfs 95. reservinfanteribrigad och från Köklax kom överste Hans von Tschirschky und Bögendorff samt bayerska 2. bergsartilleriregementets batteri, som förlades vid Hökberget.

### De rödas fästen beskjuts
Innan slaget försökte tyskarna med hjälp av den svenske militärattachén kapten af Ekström förhandla om de rödas kapitulation och överlämnandet av Helsingfors, men folkkommissarie Antti Kiviranta som kom till huvudstaden övertygade på ett möte i Senatshuset stadens rödgardister att möta tyskarna med strid. Klockan 10,30 meddelade tyskarna att de var klara för beskjutning och när förhandlingarna strandade mobiliserade tyskarna sina artilleripjäser klockan 12.15. Strax därefter återupptogs förhandlingarna och tyskarna gick med på en 2 timmar lång vapenvila innan rödgardisterna kapitulerade klockan 16. Kapitulationen gällde dock inte alla rödgardister och när tyskarna avancerade mötte de oväntat eld som de besvarade med artilleribeskjutning från två håll. De röda tvingades snabbt retirera och deras försvarspunkter övergavs. Under striderna förfogade de röda över artilleripjäser, men dessa förblev oanvända.

### Efter slaget
De röda retirerade via Mäkkylä, Myrbacka och Sockenbacka till Hoplax och ett dygn efter slaget hade nästan 10 000 rödgardister med familjer flytt till Esbo, Helsingfors eller andra orter i norra Finland. På kvällen den 11 april avancerade tyskarna vidare mot Haga och Hoplax och konfronterade de röda i hårda strider vid Brunakärr och Ilmala järnvägsstation. Den 12 april lät von der Goltz öppna artillerield mot Dickursby och samma dag togs järnvägsbanan från Dickursby till Helsingfors i besittning av tyskarna.

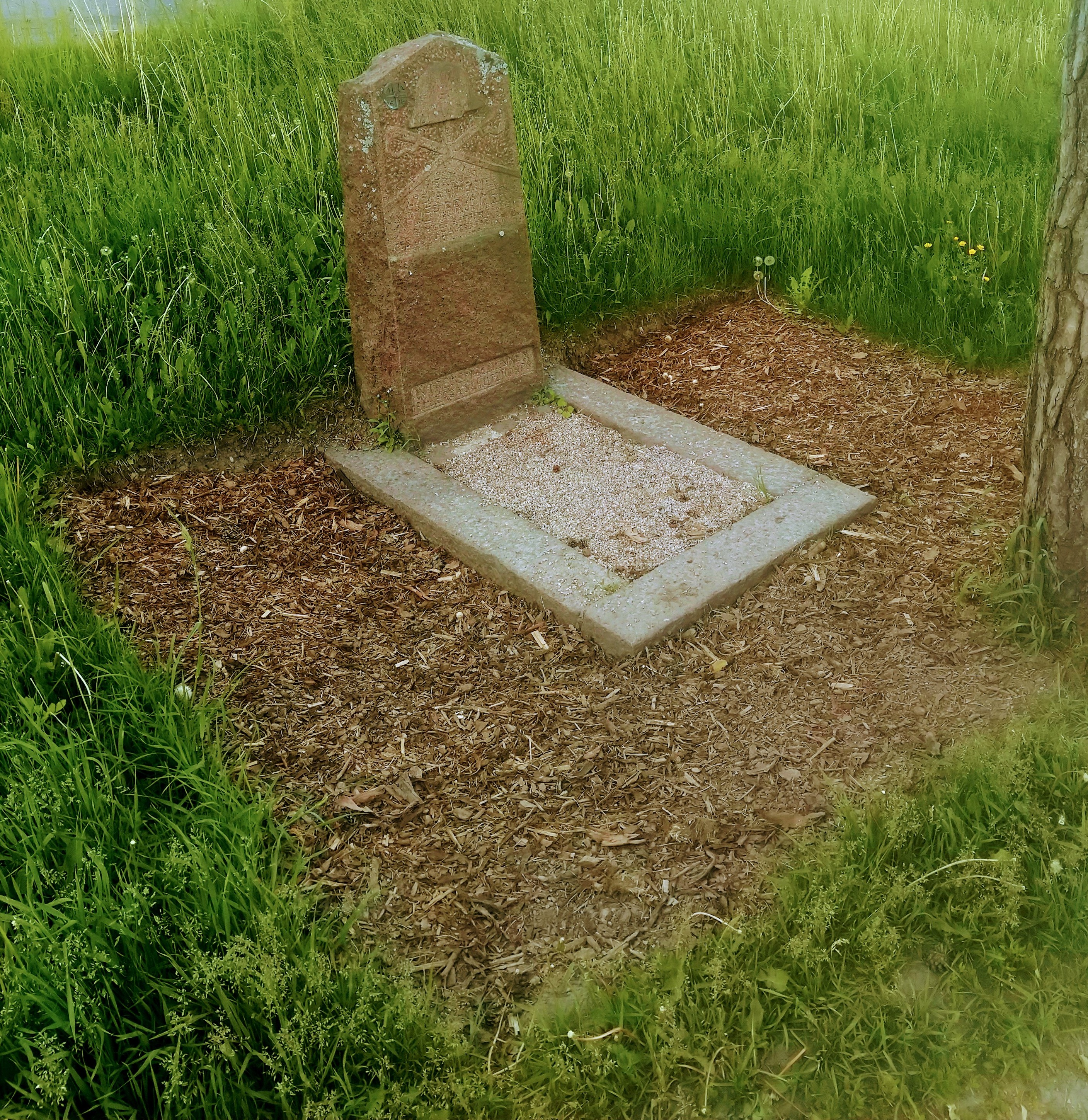
Monument till Xavier Brummer

Under slaget vid Alberga stupade två tyskar och ytterligare en avled följande dag. En 27-årig soldat vid namn Xavier Brummer dog endera i en olycka eller begick självmord och begravdes i Alberga. Ursprungligen restes ett minneskors i trä för de stupade tyskarna, men 1923 uppfördes en gravsten i granit, tillverkad av Ville Vallgren och Guido Eriksson.